# Ruth Goetz (sceneggiatrice tedesca)
Ruth Goetz (Oberglogau, 5 novembre 1886 – Londra, 19 giugno 1965) è stata una sceneggiatrice tedesca attiva ai tempi del cinema muto.

## Biografia
Viene accreditata di aver scritto la sceneggiatura di più di sessanta film nel corso della sua carriera.

## Filmografia selezionata
- Schenk mir das Leben (1928)
- The Glass Boat (1927)
- Ein Mordsmädel (1927)
- Dirnentragödie (1927)
- The Marriage Hotel (1926)
- Heiratsannoncen (1926)
- Der Abenteurer (1926)
- Frauen und Banknoten (1926)
- Die vom Niederrhein (1925)
- Die Kleine aus der Konfektion (1925)
- Reveille, das große Wecken (1925)
- The Monk from Santarem (1924)
- Die vier Ehen des Matthias Merenus (1924)
- Der Großindustrielle (1923)
- Die Insel der Tränen (1923)
- Der Todesreigen (1922)
- Die drei Tanten (1921)
- Die Sippschaft (1920)
- The Eyes of the World (1920)[4]
- Das Gebot der Liebe (1919)
- Der letzte Sonnensohn (1919)
- Der Weltmeister (1919)
- Die Fee von Saint Ménard (1919)
- Die verwunschene Prinzessin (1919)
- Die Bodega von Los Cuerros (1919)
- Die platonische Ehe (1919)
- Die Bettelgräfin (1918)